# Wunderlich Jakab János
Wunderlich Jakab János (Pozsony, 1822. — Davenport, Iowa, USA, 1894. október) magyar szabadságharcos, amerikai üzletember.

## Életútja
Wunderlich Jakab János szakmája pincér és szakács volt. 1848-ban beállt Perczel Mór generális önkéntesei közé, a móri ütközetben megsebesült. A magyar szabadságharc bukása után rokonaitól kapott pénzt arra, hogy Amerikába emigráljon. Próbálkozott Amerikában északon és délen is kocsmát nyitni, végül ez nyugaton, Davenport-ban (Iowa) sikerült. Davenport-ban keserű likőrt is gyártott, amellyel nagy sikere volt. Nagyon népszerű volt a városban, jelentős szerepet játszott annak közéletében is, megválasztották városi tanácsosnak, útbiztosnak, egészségügyi felügyelőnek. Sikeres életpálya tudható mögötte.